# Avner the Eccentric
Avner Eisenberg, más conocido por su nombre artístico, Avner the Eccentric (Atlanta, 26 de agosto de 1948) es un artista de vodevil, payaso, mimo, malabarista y mago estadounidense. Interpretó el papel de “La Joya”, el hombre santo en la película La joya del Nilo, de 1985. El crítico John Simon le describió en 1984 como «un payaso para el hombre que piensa y el niño más exigente.»

## Trayectoria
Nació en Atlanta, Georgia (Estados Unidos). Su comportamiento indeciso y vagabundo le hizo pasar por cuatro universidades distintas y ser tentado por varias especializaciones. Finalmente se graduó en artes interpretativas en la Universidad de Washington en 1971. Después decidió formarse como mimo en París con Jacques Lecoq como maestro, interrumpiendo sus estudios para actuar durante algún tiempo como marionetista. Cuando volvió a Estados Unidos, pasó un tiempo como profesor en la Dell'Arte School of Physical Comedy de Carlo Clementi, en California.
Actuó en mercados medievales y en escenarios, después de interpretar uno de los papeles principales de la película La joya del Nilo en 1985, un filme en el que también aparecen sus compañeros de vodevil The Flying Karamazov Brothers. Sobre la película, Janet Maslin afirmó: «Avner Eisenberg casi roba la película...» Otros papeles importantes incluyen un espectáculo de 1984 titulado Broadway, una aparición en 1987 en una producción de Lincoln Center titulada La comedia de las equivocaciones, de Shakespeare, y el papel principal de Srulik el ventrílocuo en la obra de 1989 de Broadway titulada Ghetto. También ha interpretado a Vladimir y Estragon en la obra Esperando a Godot de Samuel Beckett, que coprotagonizó con su esposa Julies Goell en el estreno mundial de Zoo of Tranquility, y ha sido retratado en Comix de Robert Crumb.
Ha realizado su espectáculo sin palabras en numerosos festivales, entre ellos en el Festival de Edimburgo, en el Festival de Israel, el Festival de Mimos Americanos y el Festival Internacional de Circo de Montecarlo. En 2004 actuó en el Teatro Fontaine en París durante tres meses. En 2013 se presentó en el Festival Atacamagica, en la ciudad de Copiapó, Chile.
Además de su actuación, es un hipnotizador ericksoniano y programador en neurolingüística. Ha impartido talleres sobre teatro mudo de habilidades y sobre herramientas terapéuticas para estudiantes y profesionales de la salud, educación y asesoramiento. También es miembro de la Junta de Directores de la sinagoga Etz Jaim, en Portland (Maine), Estados Unidos. Desde 2009, reside en una isla estadounidense de Maine.